# Јефрем Катунакијски
Преподобни Јефрем Катунакијски (грч. Εφραιμ Κατουνακιωτης; Евангелос Папаникитас (Ευαγγελος Παπανικητας); 6. децембар, Теба, Беотија - 27. фебруар 1998. Атос) - православни монах који је живео на Светој Гори.
Канонизован од Цариградске патријаршије 9. марта 2020. године. Спомендан је 14/27 фебруар.

## Рани живот
Рођен је у сељачкој породици 6. децембра 1912. године у Абелохорију (Αμπελοχωρι), селу у Теби (Беотија). Његов отац се звао Јоанис Папаникитас (Ιωαννης Παπανικητας), а мајка Викторија (Βικτωρια). Имао је 3 брата и сестре: Епаминонда (Επαμεινωνδα), Елени (Ελενη) и Хараламбо (Χαραλαμπο). Његово световно име је било Евангелос. Детињство је провео у Абелохорију. Међутим, када је био у основној школи, његови родитељи су се преселили у Тебу да школују своју децу. Од малих ногу се заинтересовао за монаштво.
Међутим, као дете је патио од здравствених проблема: са 14 година добио је оток око очију, а касније је развио тешку екцематозну болест глежња.

## Монашки живот
Будући старац, рођен је 1912. године, у хришћанској породици, у селу Абелохори, које се налазило у близини Тебе. Његов деда, Никита, служио је као свештеник, његови родитељи, Јанис Папаникита и Викторија, били су дубоко религиозни људи. Поред Евангелоса, у породици је подигнуто још троје деце. Сви су научили да живе у хришћанским врлинама, по закону Божијем.
У детињству, Евангелос је уписао у гимназију. По завршетку, желео је да пронађе своје место у друштву, али је претрпео многе неуспехе на овом пољу. Распаљен мишљу да га само Господ може упутити правим путем, решио је да ступи у монаштво. Његова мајка Викторија, пошто је у сну добила откривење - видевши појаву старца светог Јефрема Сирина, који је објаснио да одлука њеног сина одговара Божанској вољи - није ометала спровођење његовог плана.
1933. године, 14. септембра, отпочео је нови период у животу Евангелоса – подвижништво на Светој госри Атон. У почетку је морао да искуси многе потешкоће, укључујући и оне повезане са гневом локалних старешина. Превазилажење тешкоћа само га је духовно ојачало и научило смирењу и стрпљењу. После неког времена, Евангелос је примио монашки постриг и добио ново име - Лонгин. Године 1935. монах Лонгин је прихватио велику схиму и добио је име Јефрем, у част светог Јефрема. Следеће године одликован је уздизањем у свештеничко достојанство, и од тада је почео да се зове: Отац Јефрем. Живео је и радио у Катунакију, следећи традиције тамошњих пустињака. У 86. години у братство је ступио и отац Јефремов по телу Јанис, који је убрзо примио монашки постриг и ново име Јов. Мајка је, доживевши дубоку старост, такође приступила монаштву. Касније је отац Јефрем више пута са радошћу говорио о својим родитељима који су попримили анђеоски чин. Својевремено се отац Јефрем зближио са старцем Јосифом исихастом. Старац Јосиф га је поучавао разним стварима, учио га разумном делању и објашњавао суштину созерцања. Када је братство Јосифово прешло из манастира Светог Василија у скит Малу Ану, братија је почела да гради малу цркву у част и успомену на пророка Јована Крститеља. У овој градњи учествовао је и отац Јефрем. У скиту Мале Ане је свештеник Јефрем живео око два месеца. Надахнут примером и поукама старца, он се, уз помоћ Божију, све више удубљивао у тајне ћутања. Отац Јефрем је посветио озбиљну пажњу поштовању правила, молитви, промишљеном читању Светог Писма и дела хришћанских подвижника (нарочито оних који су укључени у Добротољубље). Посебно поштовање доживео је за време служења Божанствене Литургије. Литургију је служио до дубоке старости, све док му је телесна снага то дозвољавала. После смрти старца Јосифа, која се догодила 1959. године, отац Јефрем је наставио да посећује своје братство које се тада налазило у Новом скиту. Четрдесетог дана по смрти јавио му се покојни старешина и опростио се. Након тога, свештеник Јефрем је више пута видео овог старца у сну. Године 1994. бивши игуман манастира Филотеј, у пратњи двојице монаха, донео је главу Јосифа Исихасте оцу Јефрему на поклоњење, чиме је испунила жељу свештеника да се поклони овом поглавару пре његове смрти. Године 1973. умире старац Никифор, коме је отац Јефрем био послушан. Пре смрти, старац Никифор га је благословио. Убрзо након тога отац Јефрем је примио братство оца Никифора под старање и ступио на службу као старешина и исповедник. Од тешког рада отац Јефрем је добио цијанозу, а ова болест је напредовала. Био је принуђен да потражи лекарску помоћ и у ту сврху је отишао у Солун. Вративши се, озбиљно сам размишљао о стварању сопственог братства. Убрзо је добио ученика. Братство је окупљено 1980. Године 1996. Јефраимов отац је доживео мождани удар, услед чега је био парализован и болестан. Живећи у овој држави око годину и по дана,
Умро је 14. (27.) фебруара 1998. године.

## Канонизација
Васељенски патријарх Вартоломеј је 20. октобра 2019. године у Протатоновом храму у Каријесу на Светој Гори прогласио канонизацију, четири велика светогорска старца 20. века, међу којима:
- Даниил Катунакски (умро 1929)
- Јероним из Симонопетра (умро 1957.)
- Јосиф Исихаста (умро 1959.)
- Јефрем Катунакски (умро 1998.)

Канонизован као светитељ 9. марта 2020. године заједно са још тројицом горе наведених монаха.